# Melek Ahmed Pascià
Melek Ahmed Pascià (che tradotto dal turco vuol dire Ahmed Pascià l'angelo; Galata, intorno al 1604 – Costantinopoli, 1662) è stato un politico ottomano di origine abaza o abcasa.

## Biografia

### Primi anni
Secondo una fonte, suo padre era un capitano di mare di nome Pervane. Durante il regno di Murad IV, fu nominato beilerbei di Diyarbekir. Durante il regno di Ibrahim, fu nominato beilerbei di Erzurum, Mossul, Aleppo e Damasco. Nel 1644 si sposò con Kaya Sultan, la figlia di Murad, e ottenne il titolo di damat (sposo). Ma tutti gli Eyalet (anche Erzurum una parte della Turchia) che gli furono assegnate, erano abbastanza lontane da Istanbul, la capitale, e durante la maggior parte dei suoi incarichi, sua moglie rimase a Istanbul. Durante il regno di Mehmed IV, tornò finalmente a Istanbul come visir. Ma nel 1650, con sgomento della moglie, fu nominato beilerbei di Baghdad, un altro incarico lontano da Istanbul. Kaya Sultan cercò di convincere la sultana reggente a revocare la decisione. Ma non ci riuscì, segno del caos nel palazzo ottomano. Tuttavia, prima che Melek Ahmed lasciasse Istanbul, il gran visir Kara Dev Murad Pascià si dimise, lamentandosi degli intrighi della gente di palazzo. La sultana reggente offrì il posto a Melek Ahmed, che accettò l'offerta a condizione che la gente di palazzo non si intromettesse nel governo dello stato il 5 agosto 1650.
Era il cognato di Haydarzade Mehmed Pascià, il beilerbei dell'Egitto dal 1646 al 1647, che sposò sua sorella.

### Gran visierato
Quando Melek Ahmed entrò in carica, si rese conto che l'impero era quasi in bancarotta. La Guerra di Candia era molto costosa, e le entrate fiscali dall'Anatolia erano molto inferiori al previsto a causa delle rivolte Celali. Tentò di equilibrare il bilancio, ma senza una reale conoscenza degli affari finanziari, le sue misure economiche peggiorarono l'economia invece di migliorarla. Tra le sue misure c'era la svalutazione della moneta riducendo il contenuto di oro. Ciò provocò reazioni sia tra i mercanti che tra i soldati, i cui stipendi erano pagati con le nuove monete. Il sultano fu costretto a sollevarlo dall'incarico il 22 agosto 1651.

### Anni seguenti
Dopo il 1651, fu nuovamente assegnato come governatore provinciale, ma questa volta a Silistra (nella attuale Bulgaria), molto più vicino alla capitale. Presto fu in grado di tornare a Istanbul. Nel 1654, İpşiri Mustafa Pascià era stato nominato Gran Visir, ma ritardò il suo arrivo a Istanbul. Durante questo periodo, Melek Ahmed lavorò come suo vice. Questo suscitò i sospetti di İpşiri Mustafa Pascià, e Melek Ahmed fu esiliato a Van e Malkara. Dopo che İbşir Pasha fu deposto, Melek Ahmed Pascià fu in grado di riottenere i suoi precedenti titoli. Dopo aver lavorato in alcune province nella parte europea dell'impero, si sposò per la seconda volta con Fatma Sultan (la figlia del defunto sultano Ahmed I) nel 1662. Secondo Evliya Çelebi, il matrimonio fu infelice e forzato per entrambe le parti; Fatma Sultan avrebbe minacciato Melek Ahmed Pascià di divorziare e di ritirare la sua dote (che avrebbe avuto il valore di un intero anno di entrate fiscali dell'Eyalet d'Egitto).
Melek Ahmed Pascià morì nel 1662, pochi mesi dopo aver sposato Fatma Sultan.

## Conseguenze
Nell'impero ottomano, la coniazione di monete svalutate continuò dopo il 1651 e fornì la ragione principale per una ribellione su larga scala, l'incidente di Çınar, nel 1656.

## Discendenza
Da Kaya Sultan ebbe due figlie e un figlio:
- Fatma Afife Hanımsultan (1652 - 1727). Sposò Süleyman Paşah. Fu la matrigna dei suoi figli, Mahmud Bey e Ahmed Bey, ma non sono noti figli suoi. Era molto pia e si occupò delle fondazioni della madre dopo la sua morte. Venne sepolta nella Moschea Şehzade.
- Sultanzade Abdüllah Bey (1655 - 1655). Nato prematuro a sette mesi, morì il giorno stesso della sua nascita.
- Fülane Hanımsultan (24 febbraio 1658 - 1658?). Kaya morì di setticemia ed emorragia quattro giorni dopo la sua nascita, a causa della mancata espulsione della placenta. Non è registrato con chiarezza cosa accadde alla bambina, ma la mancanza di informazioni su di lei fa supporre che sia morta alla nascita o poco dopo.

Nel suo testamento è inoltre menzionato un ulteriore figlio: 
- Ibrahim Bey. Nato da madre sconosciuta, può essere il figlio di una moglie o una concubina precedente al matrimonio con Kaya o presa negli anni fra il matrimonio con lei e quello con Fatma.

## Evliya Çelebi and Melek Ahmed Pascià
Evliya Çelebi e Melek Ahmet Pascià erano fratelli di latte, di conseguenza capitò che fossero molto vicini l'uno all'altro. Anche se non fu un Gran Visir di particolare successo, i dettagli sia su Melek Ahmed Pascià che su sua moglie Kaya Sultan (così come il suo successivo matrimonio con Fatma Sultan) sono ben noti grazie ai libri di Evliya Çelebi. Evliya Çelebi era uno dei più importanti scrittori di viaggi turchi del suo tempo, e sua madre era la balia di Melek Ahmed Pascià, ed Evliya Çelebi sfruttò questa opportunità per viaggiare con Melek Ahmed Pascià.